# Escobar de Polendos
Escobar de Polendos est une commune de la province de Ségovie dans la communauté autonome de Castille-et-León en Espagne.

## Géographie
la commune comprend les hameaux suivants :
- Escobar de Polendos, 44 hab (2011),
- Parral de Villovela, 1 hab (2011),
- Peñarrubias de Pirón, 28 hab (2011),
- Pinillos de Polendos, 58 hab (2011),
- Villovela de Pirón, 69 hab (2011).

## Sites et patrimoine

Chapelle de la Virgen de la Octava
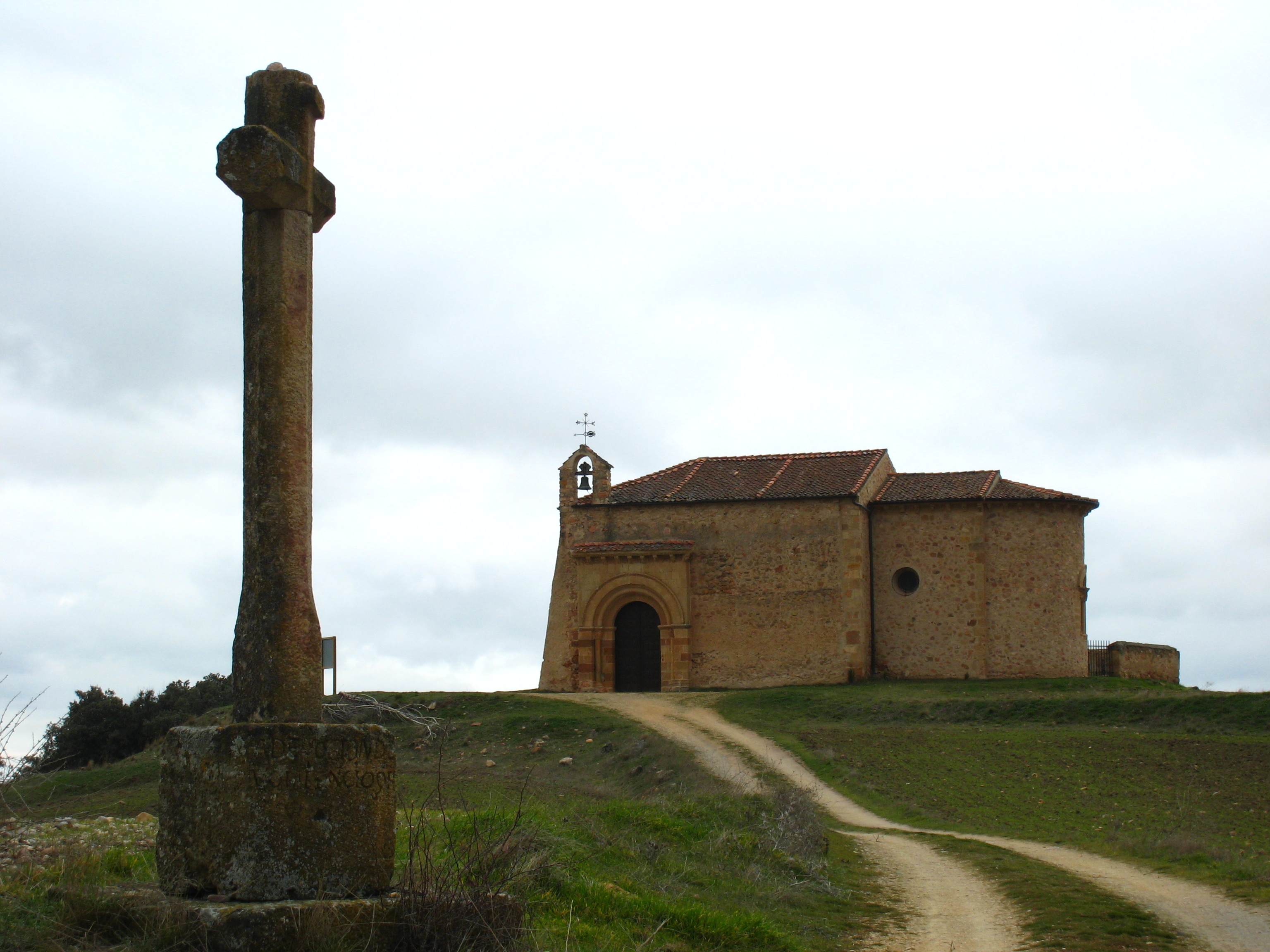
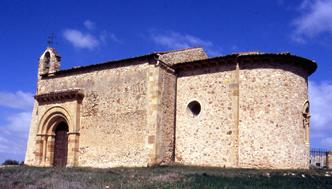
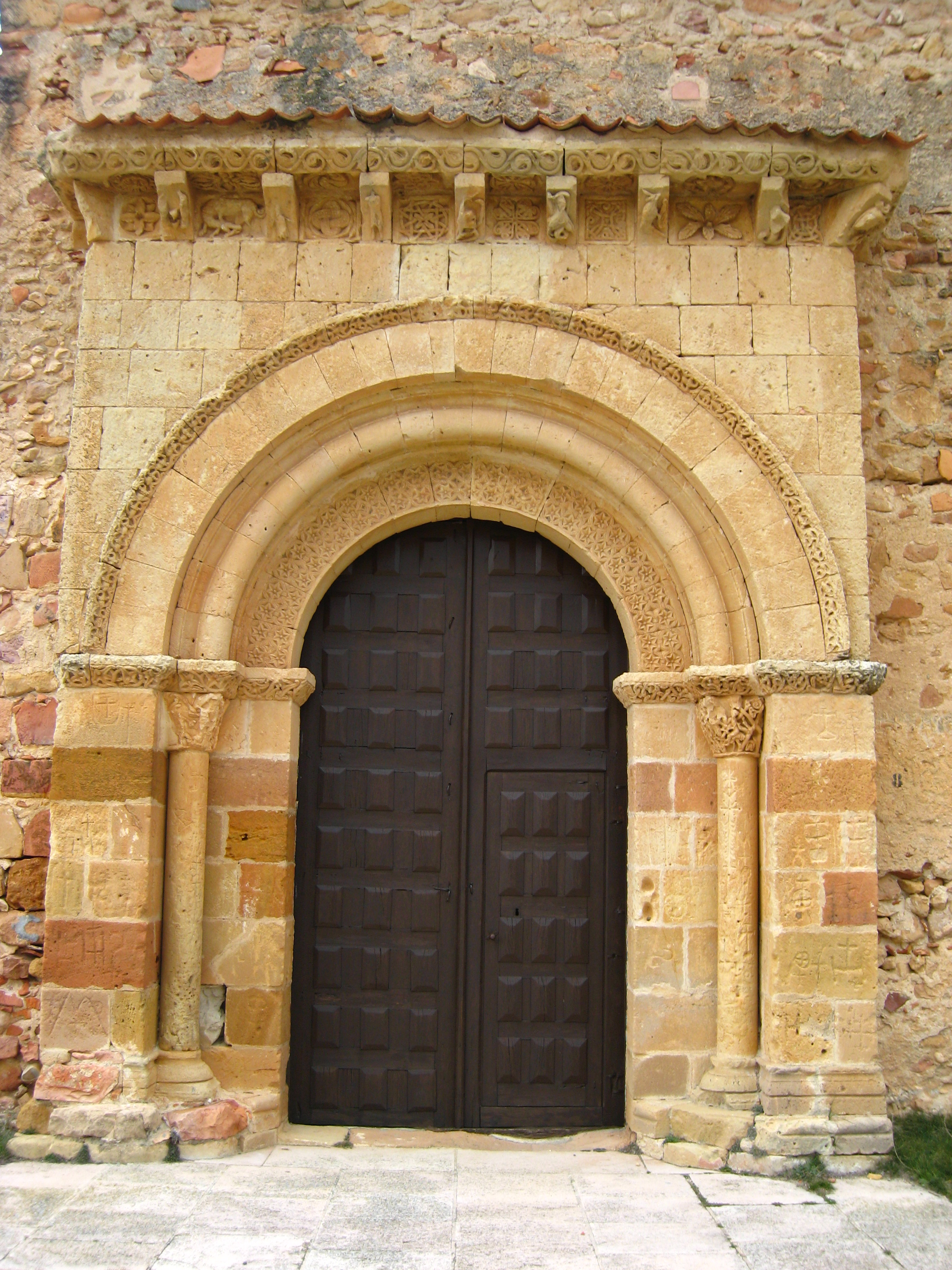
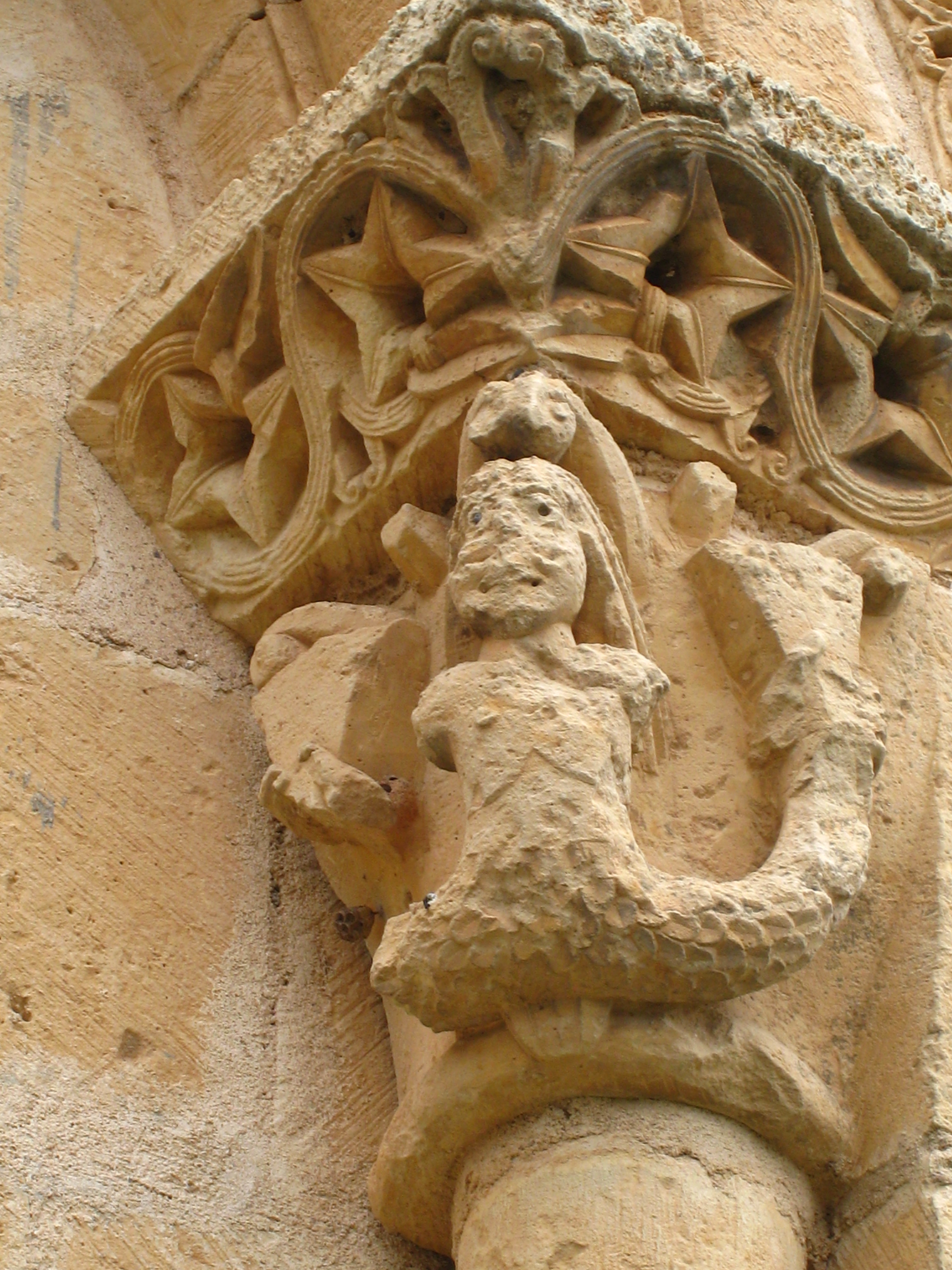

- Chapelle de la Virgen de la Octava